# 桑贾伊·苏迪尔
桑贾伊·苏迪尔（英語：Sunjay Sudhir，1965年9月9日—），印度外交官，现任印度驻阿拉伯联合酋长国大使，曾任印度驻马尔代夫高级专员、印度驻澳洲雪梨总领事等职务。

## 经历
桑贾伊·苏迪尔出生于1965年9月9日。1993年，苏迪尔加入印度外事服务。
2014年5月至2015年12月，任印度驻澳洲雪梨总领事。2019年1月28日，被任命为下一任印度驻馬爾代夫高級專員。2019年3月3日至2021年10月23日，担任印度驻马尔代夫高级专员。
2021年11月1日，被任命为下一任印度驻阿拉伯联合酋长国大使。12月1日，向阿联酋外交部递交国书副本。